# Place du Bourg-de-Four
La place du Bourg-de-Four est une place de la vieille ville de Genève en Suisse. Ancien emplacement de marchés et de foires, c’est aujourd’hui un lieu touristique.

## Géographie
La place est sur une dénivellation entre le plateau des Tranchées et le sommet de la colline et point de convergence des sentiers de la rive gauche du lac et du delta de l'Arve.
Contrairement à la plupart des places, offrant un large espace central, la place du Bourg-de-Four ressemble plutôt à un sablier. Le côté nord est dominé par l’imposant Palais de Justice, il s’évase pour finalement se diviser en deux rues (la rue de la Fontaine et la rue Verdaine), avec entre ces rues l’église luthérienne. Le côté sud ressemble plus à une place, avec la fontaine et les bâtiments formant un ensemble harmonieux, il borde une petite promenade arborisée et une placette au début de la rue de l’Hôtel de Ville.

## Histoire
Déjà à l'époque romaine, la place est un lieu de commerce situé juste à l'extérieur des remparts. Le nom de la place aurait pu venir de sa fonction de forum auquel le mot « four » fait référence. Le château de Gondebaud, roi des Burgondes mort en 516, se trouvait au Bourg-de-Four.

Porte du Bourg-de-Four.

La « Porte du Bourg-de-Four » se trouvait un peu au-dessus de la place, dans la rue de l’Hôtel-de-Ville. Cette fortification massive, mais de construction grossière et presque sans fondations, appartenait à l’enceinte du Bas-Empire et était précédée d’un fossé. Elle a été détruite en 1840.
Rapidement, des faubourgs se créent le long de la voie qui descend au pont du Rhône. Après la chute de l'Empire romain, Genève se retranche derrière une enceinte dont la place se trouve exclue et reste inhabitée jusqu'au Moyen Âge. À partir du XIe siècle, les foires s'installent sur la place bientôt bordée d'hôtels et intégrée dans la ville par l'extension de l'enceinte dans la seconde moitié du XIIe siècle. Les comtes de Genève y possédaient un château, lieu du pouvoir temporel (le château de l’évêque, pouvoir spirituel, se trouvait sur l’île, gardant le passage sur le Rhône).
Avec la Réforme protestante, les populeux faubourgs sont rasés avec leurs églises et couvents et les portes de Saint-Léger, de Saint-Christophe et de Saint-Antoine sont murées en 1564, transformant ainsi le Bourg-de-Four en cul-de-sac. Une partie des immeubles de la place sont surélevés au XVIIe siècle afin d'accueillir les exilés protestants venus de France. D'importants travaux de nivellement entrepris en 1816-1817 au Bourg-de-Four lui donnent sa forme actuelle alors que la démolition des fortifications dès 1848-1850 rétablit les voies d'accès vers le nouveau quartier des Tranchées. Classée en 1929, la place est demeurée intacte au XXe siècle.
Le couvent des clarisses se trouvait au Bourg-de-Four, jusqu’à leur départ au moment de la Réforme raconté par Jeanne de Jussie. L’hôpital général prend alors sa place jusqu’en 1857, puis devient le Palais de Justice (bien culturel d'importance nationale).
La communauté luthérienne, présente à Genève depuis 1707, construit en 1766 la première église non calviniste en ville de Genève à la place de l'ancien château de Coudrée. Ce droit lui a été concédé à la condition que le bâtiment ne ressemble pas de l’extérieur à une église, l’église n'a donc pas de clocher.
Une librairie et maison d’édition a été fondée par Élisabeth Jullien et ses fils John et Jean-Louis Jullien en 1839 sous le nom « Jullien et fils », au Bourg-de Four, où elle se trouve aujourd’hui encore. Cette maison d’édition a publié de nombreux ouvrages concernant l’histoire et la littérature genevoises, elle est restée dans les mains de la famille Jullien de génération en génération.
En 1904, le « tramway de la Cité » circule via le Bourg-de-Four, mais la forte pente (la plus raide de Suisse avec 118 ‰) est la cause d’accidents. Son exploitation cesse après seulement trois mois.
La police cantonale genevoise dispose d’un Hôtel de police sur la place dès 1947.
Sous un arbre se trouve une statue de bronze de l’artiste suisse Heinz Schwartz qui représente une adolescente à la silhouette filiforme, « Clémentine ». Cette œuvre de 1975 est souvent porteuse de fleurs ou de messages qui désirent attirer l’attention des passants sur la question de la maltraitance juvénile.
La place montre plusieurs exemples d'architecture du XVIe siècle et des constructions cossues des XVIIe et XVIIIe siècles. La fontaine qui occupe son centre date du XVIIIe siècle. Elle est entourée de commerces, restaurants, galeries, une librairie et des boutiques haut de gamme. La plus grande église de Genève, la cathédrale Saint-Pierre, se trouve à proximité : un passage dérobé, nommé « Degrés de poules », y mène sous la forme d’un escalier pris entre et sous les bâtiments.

## Galerie

« L'Hôpital et l'Eglise des Luthériens »
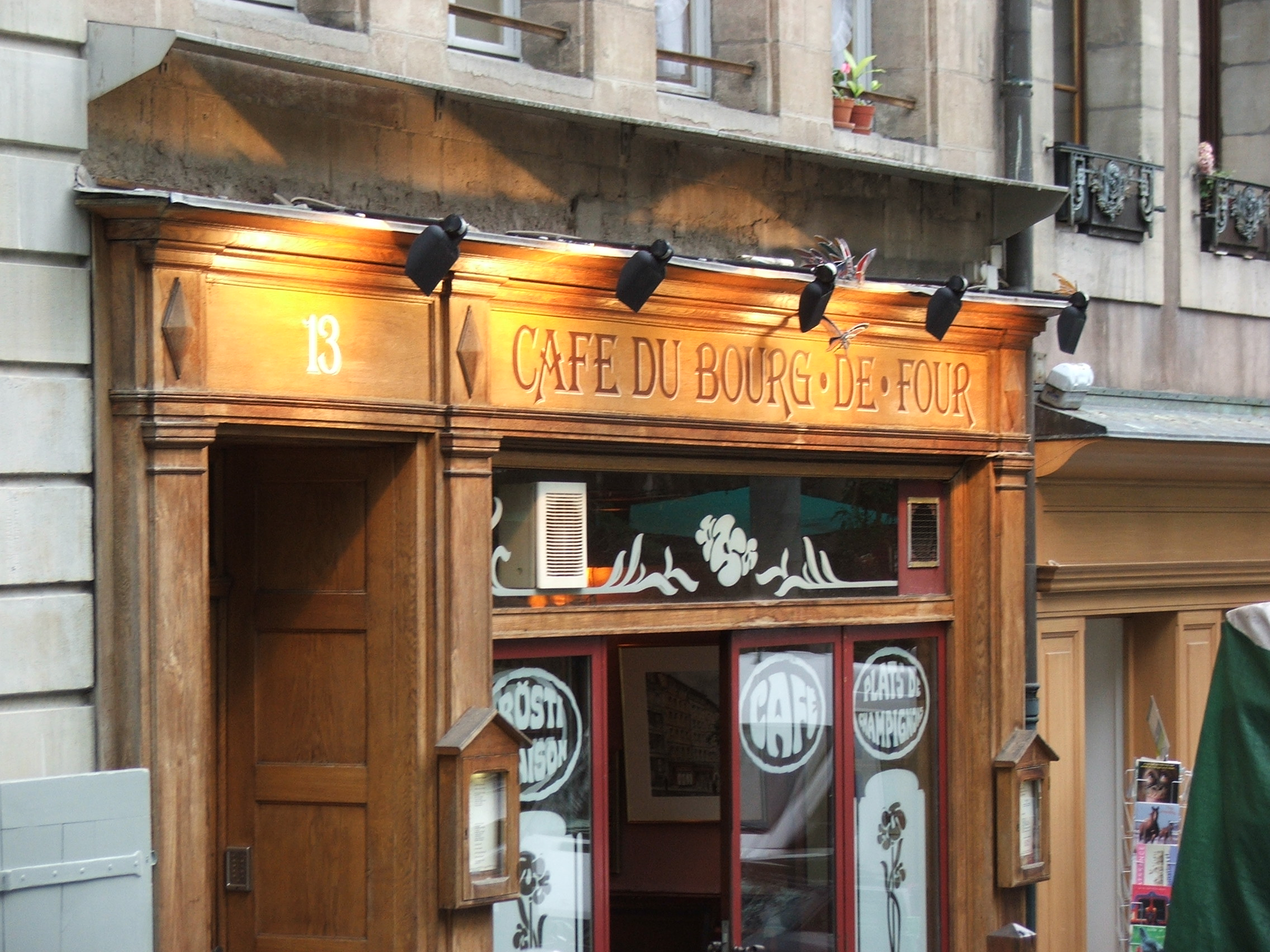
Café
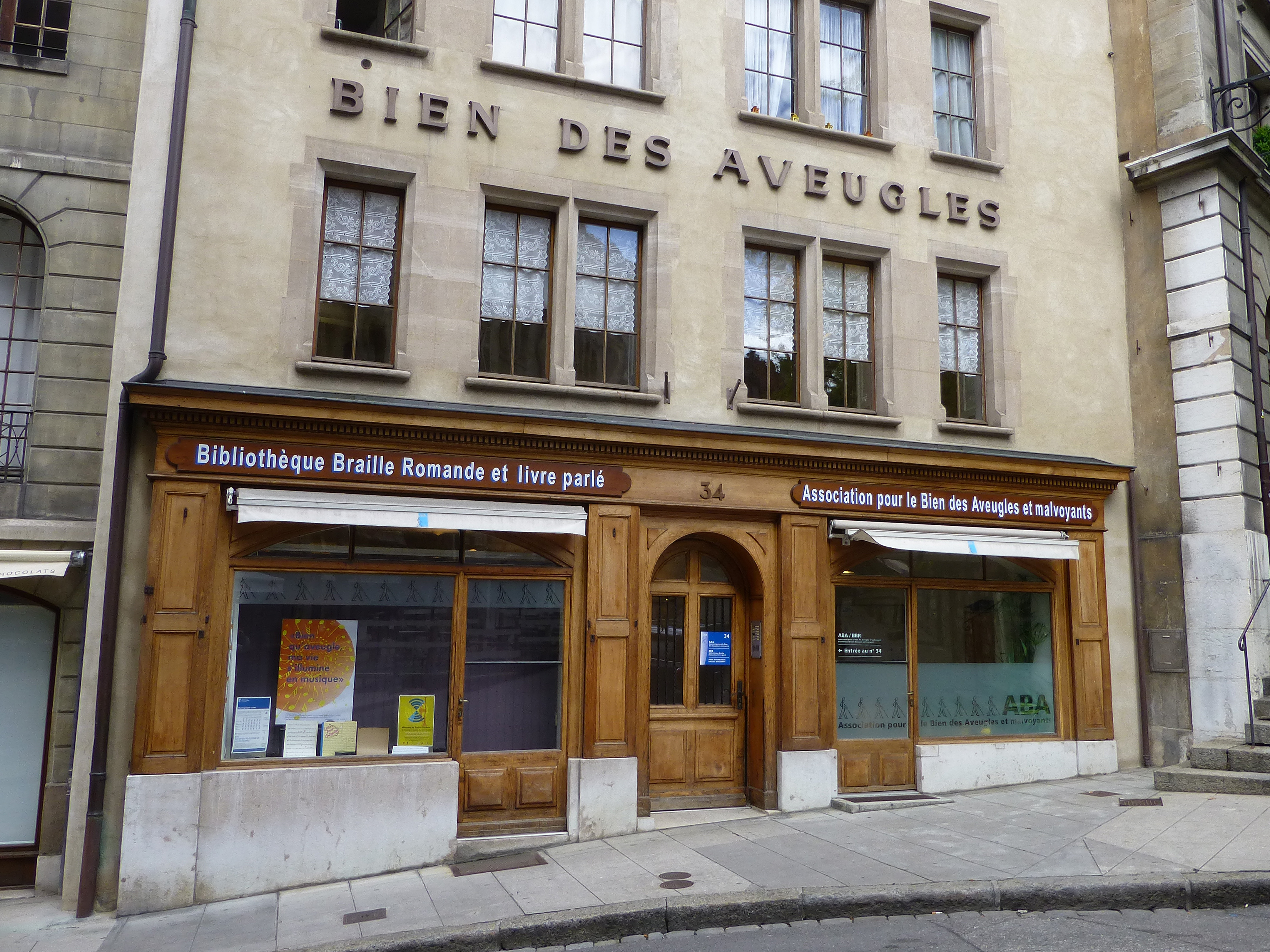
« Bien des aveugles »
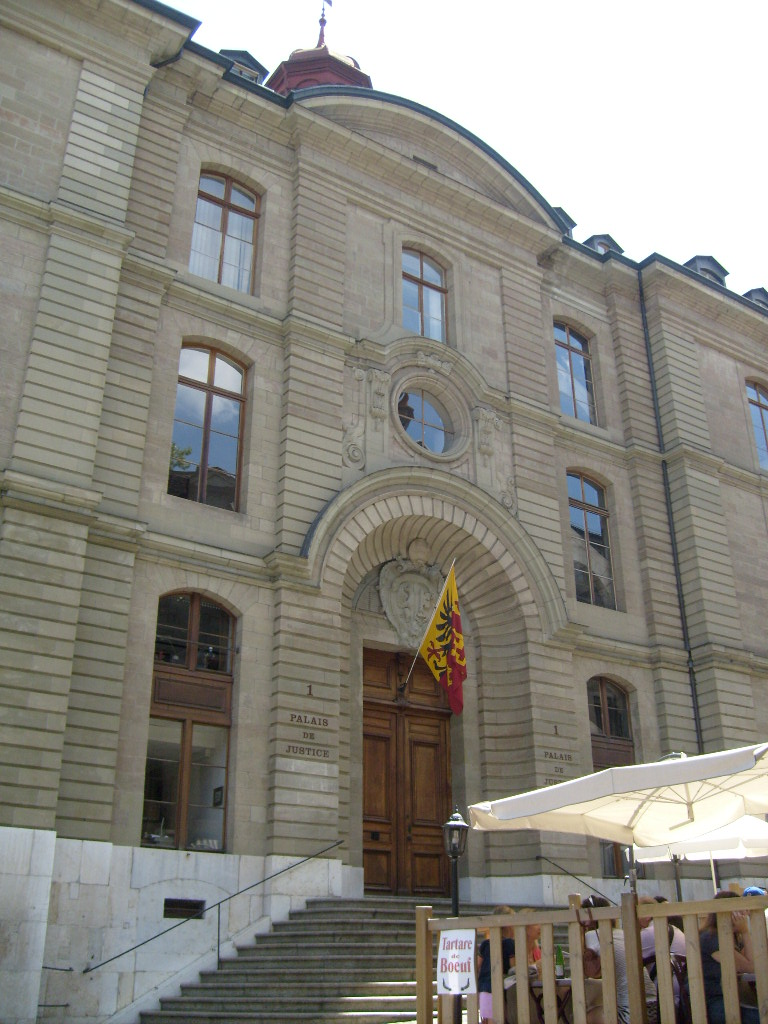
Palais de justice
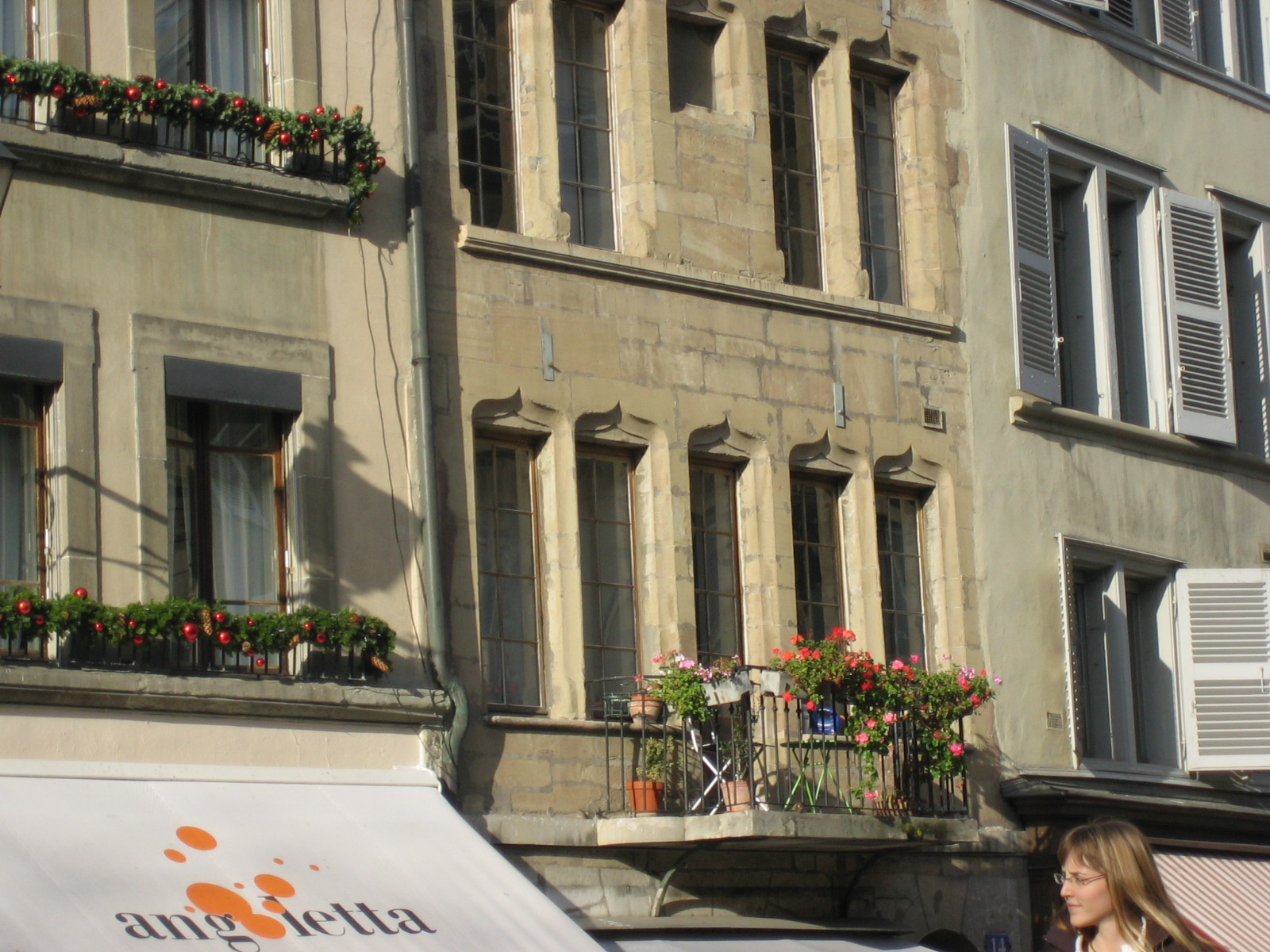
Ancien bâtiment

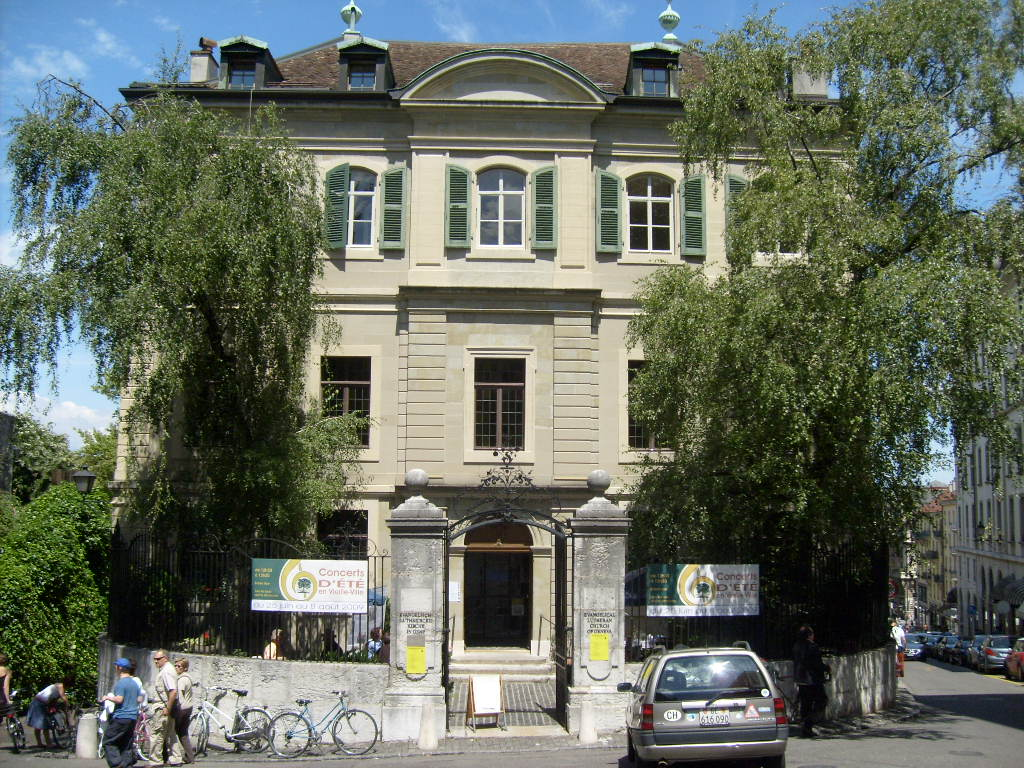
Église luthérienne
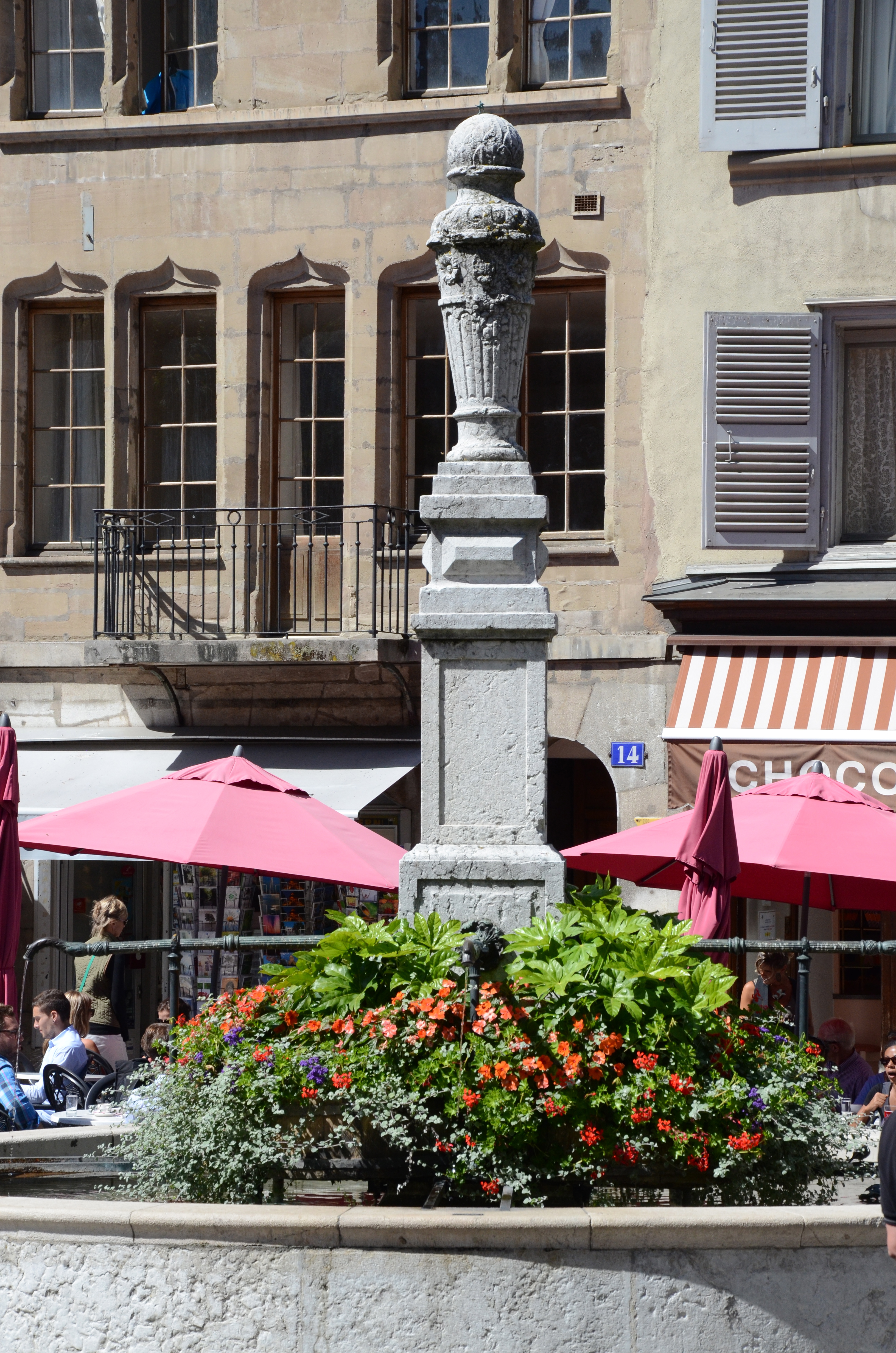
Fontaine
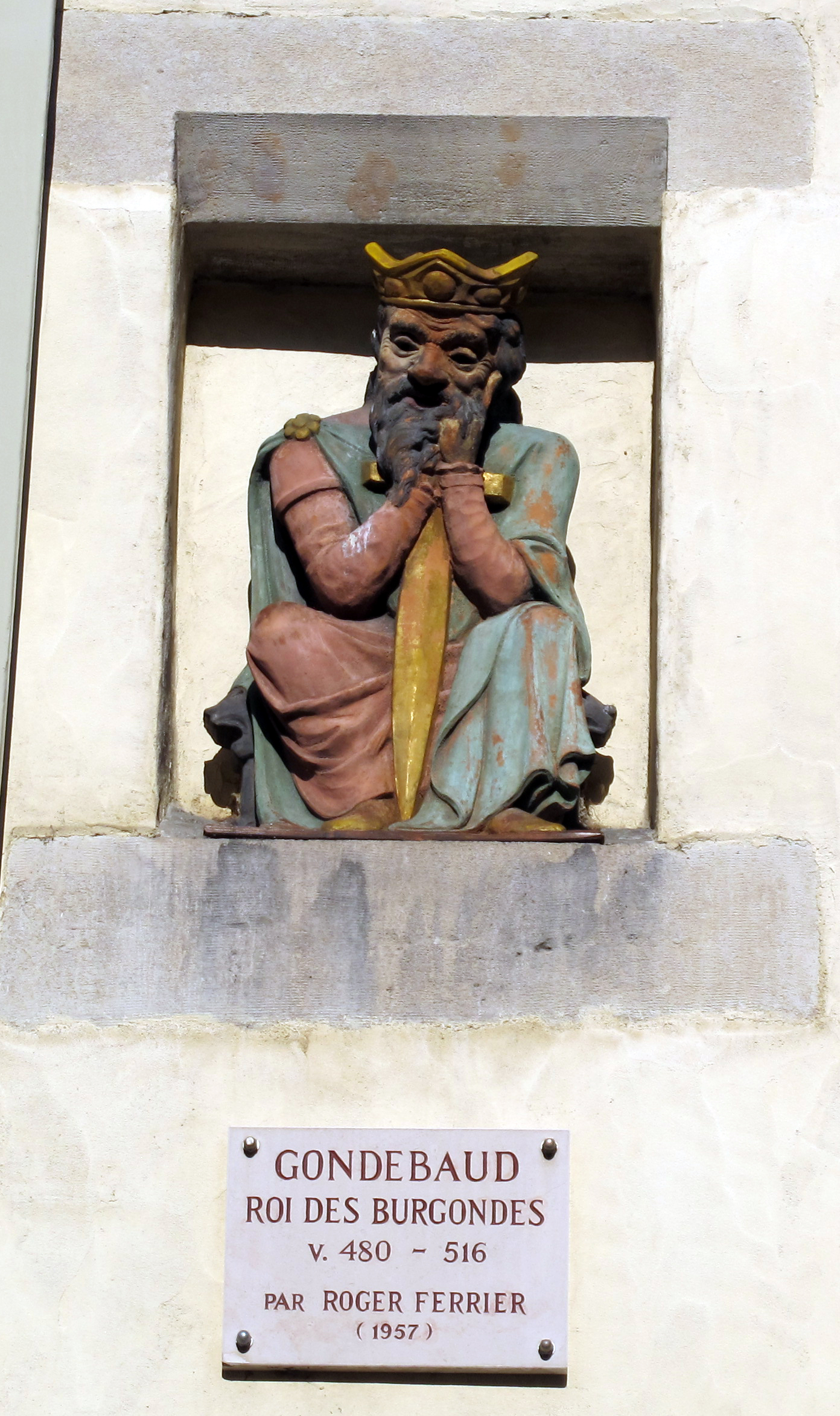
Statuette de Gondebaud
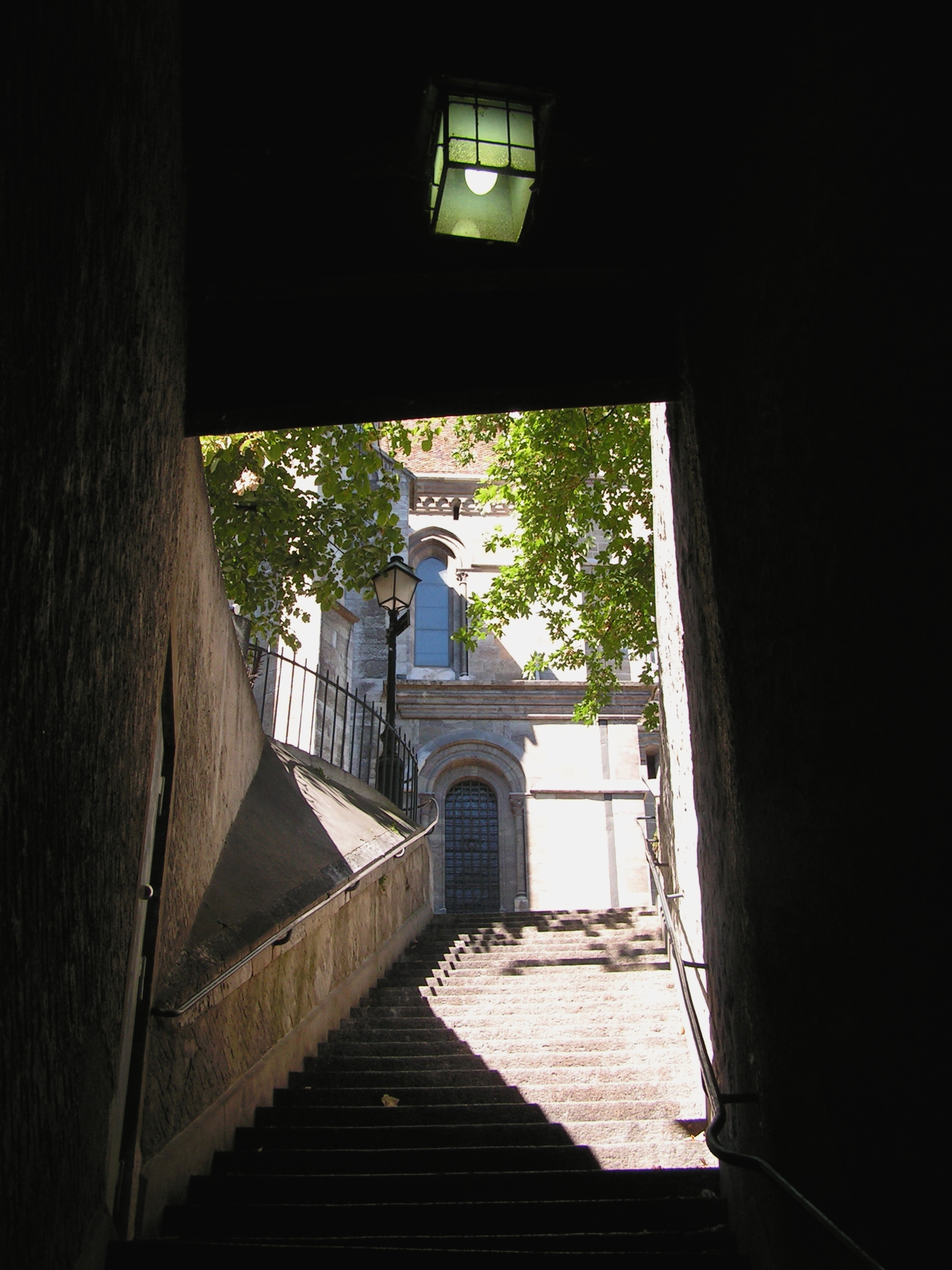
Les « Degrés-de-poule »
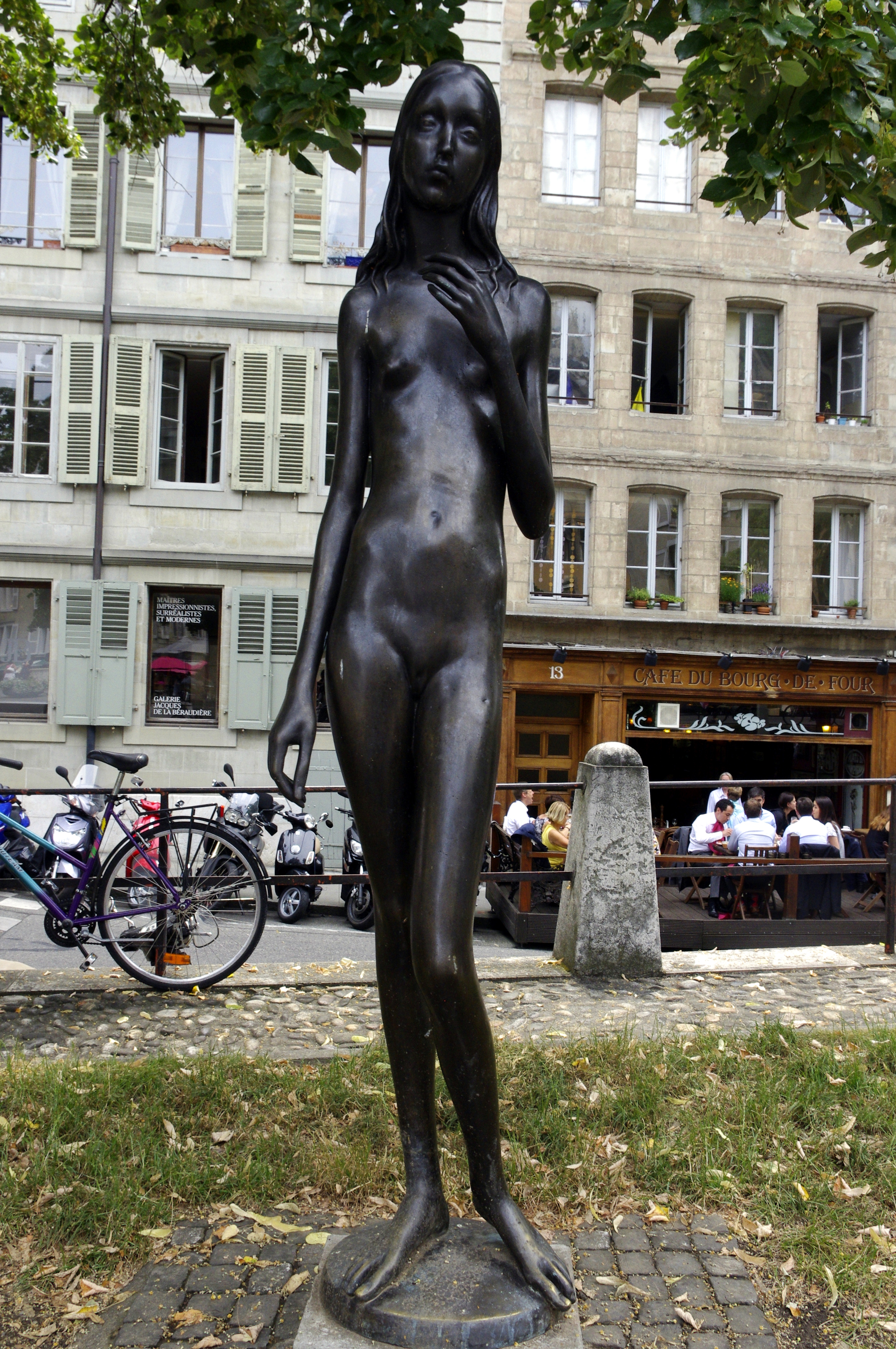
« Clémentine »

### Générale
- Robert Fred (ill. Fred Naef), Bourg-de-Four, Genève, Slatkine, 2015, 23 p. (ISBN 978-2-8321-0670-9)Nouvelle.

- Lobna Montasser, Autour du Bourg-de-Four entre 1930 et aujourd'hui : la restauration des édifices privés et l'évolution de la pensée patrimoniale locale, Genève, Faculté des Lettres, 2011, 82 p.

- Véronique Mongenet, « Promenade historique : le Bourg-de-Four & le faubourg Saint-Léger », Bulletin de la Compagnie de 1602, no 328,‎ décembre 2000, p. 14-33

- (en + fr) Sabine Lorenz, « Mother Lacroix and the Place du Bourg-de-Four = La Mère Lacroix et la place du Bourg-de-Four », dans Le guide des femmes disparues = Forgotten women of Geneva, Genève, Metropolis, 1993, p. 40-55

- Louis Blondel, Le Bourg de Four : son passé, son histoire, Genève, A. Julien, 1929 (rééd.1999), 48 p.

### Bâtiments et détails
- (fr + en + de) Eglise évangélique-luthérienne de Genève, 1707-1991 = Evangelical Lutheran Church of Geneva … = Evangelisch-lutherische Kirche in Genf … : portrait de ses paroisses et, 1989-1991, rénovation de sa maison, Genève, Eglise évangélique-luthérienne de Genève, 1991, 242 p.
- Leïla el-Wakil, « L'église luthérienne : « une maison pour y faire le culte » », Revue du vieux Genève, no 18,‎ 1988, p. 93-103

- Livio Fornara et Barbara Roth-Lochner, « La construction de l'Hôpital général de Genève de 1707 à 1712 : un bâtiment neuf pour des ambitions nouvelles », dans Sauver l'âme, nourrir le corps : de l'Hôpital général à l'Hospice général de Genève, 1535-1985, Genève, Hospice général, 1985, p. 295-331

- Jacques Bujard, « L'inscription de Gondebaud et la porte du Bourg de Four à Genève », Nos monuments d'art et d'histoire, vol. 34, no 3,‎ 1983, p. 306-313 (lire en ligne)

- Jean Rilliet, « Une maison du Bourg-de-Four », Revue du Vieux Genève, no 7,‎ 1977, p. 48-53

- Louis Blondel, « Fortifications préhistoriques et marché romain au Bourg-de-Four (Genève) », Genava, no 12,‎ 1934, p. 39-63